# Мрідула Гош

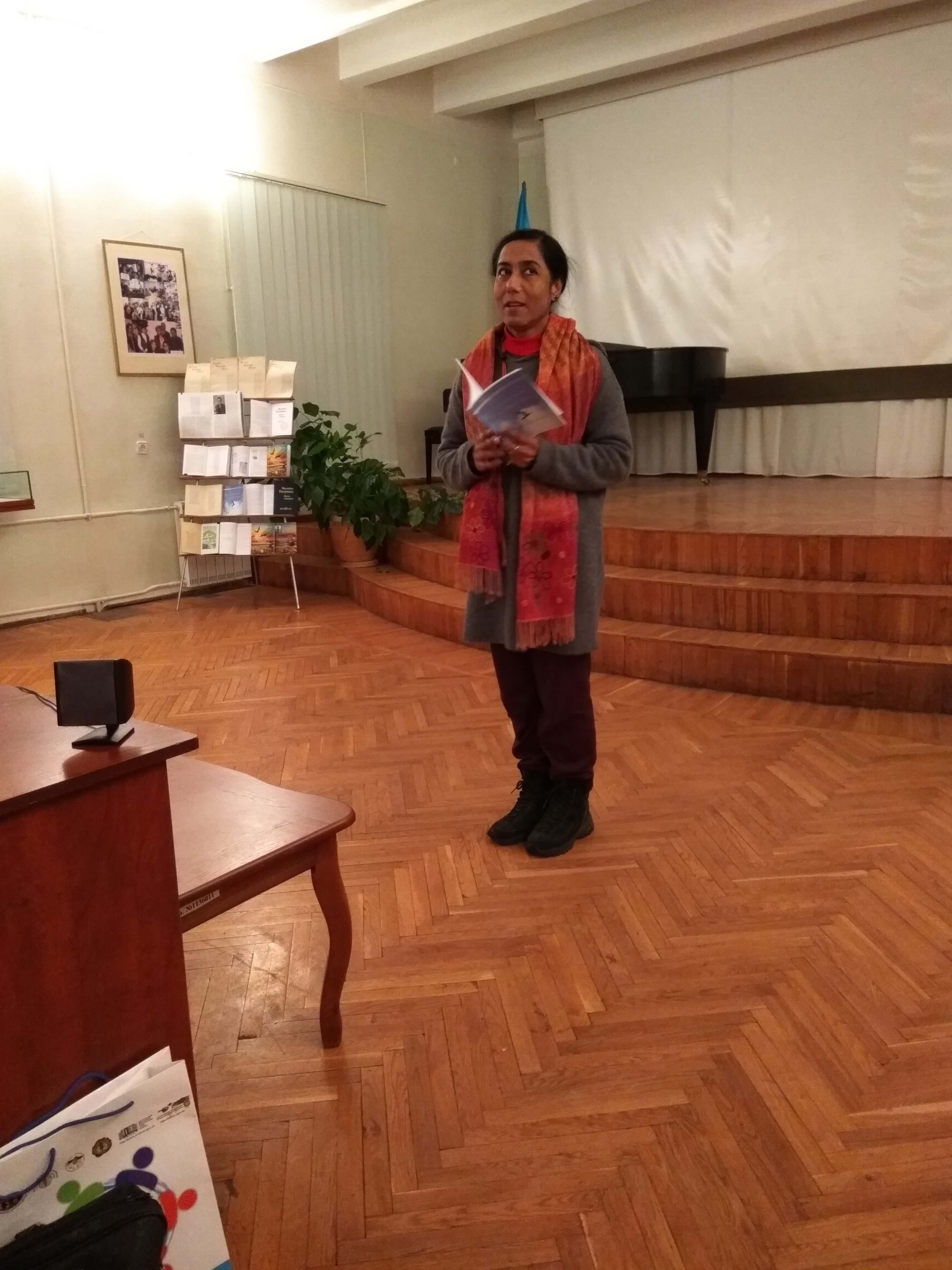
Мрідула Гош

Мрідула Гош (бенг. মৃদুলা ঘোষ, англ. Mridula Ghosh, нар. 1961, Колката, Індія) — індійська історикиня-міжнародниця, правозахисниця, політологиня, журналістка, голова правління Східноєвропейського інституту розвитку, доктор філософії. Доцент кафедри міжнародних відносин Національного університету "Києво-Могилянська академія". Вільно володіє українською, російською, англійською, французькою мовами й мовою гінді; перекладає зі польської, болгарської, словацької, білоруської та інших східноєвропейських мов; рідна мова — бенґалі. Громадянка Індії. Мешкає в Києві.

## Коротка біографія
Народилася у Колкаті (Калькутті). Її мати Бела — за освітою юрист, батько — відомий лікар і громадський діяч Читта Ранджан Гош. Здавалося б, кар'єра Мрідули була визначена діяльністю батьків. Так, першу вищу освіту Мрідула отримала в Президенсі-коледжі при Калькутському університеті, найдавнішому в країні вищому навчальному закладі, у якому були виховано багато діячів індійського визвольного руху (в авторитетному закладі здобули освіту багато діячів визвольного руху за незалежність Індії, перший президент незалежної Індії Раджендра Прасад і перший президент Бангладеш, відомий кінорежисер Сатьяджит Рай).
Після закінчення Президенсі-коледжу Мрідула Гош приїхала в Україну й 1984 року стала студенткою факультету міжнародних відносин і міжнародного права Київського державного університету ім. Т. Шевченка. Вона захистила дисертацію та має ступень доктора філософії 1994 року.
Працювала вона у Посольстві Індії у 1992 р., була викладачем на посаді доцента в Інституті журналістики Київського університету ім. Тараса Шевченка, на кафедрі міжнародної журналістики з 1994—1996 рр. Потім, вона була Радником в представництві ООН в Україні 1994—2000 рр., була головним редактором журналу Eastern Economist (2000—2002), 1998—2002 рр. була членом правління фонду «Відродження». Очолює Східноєвропейський Інститут розвитку. Є дописувачем в численних ЗМІ.
Автор трьох монографій, численних наукових праць, аналітичних доповідей та публіцистичних матеріалів.
Була спостерігачем ОБСЄ на виборах у кількох країнах Східної Європи.
Переклала мовою бенґалі поезію 45 українських авторів — «Антологія української поезії» вийшла в Індії. Це перший переклад з оригінальних джерел української мови на будь яку з мов індійського субконтиненту. Вона також переклала творів літератури, особливо поезію з польської, словацької, болгарської, македонської та білоруської літератури. Відкрила в Україні Центр Рабіндраната Тагора.

## Захоплення українською поезією
Під час навчання Мрідула неодноразово брала участь у творчих програмах, оскільки досконало володіє індійським танцювальним мистецтвом, є дипломованим фахівцем мистецтва танцю та постановником-хореографом і режисером. Одного разу після концерту до неї підійшла українська подруга Вікторія, захоплена танцем Мрідули, і після бурхливого вияву емоцій пригостила її шоколадними цукерками «Лісова пісня». Цукерки сподобалися Мрідулі, а назва здалася дивною. Тоді Вікторія розказала їй про твір Лесі Українки з такою назвою, про Мавку, Лукаша й дядька Лева. На той час Мрідула ще не добре володіла українською (навчання в університеті для іноземців ішло російською мовою) і не все в розповіді Вікторії було зрозумілим. Проте ні тоді, ні пізніше Мрідула не зустрічала ніде у світі випадків, коли б назви літературних творів отримували друге життя в назві таких побутових речей, як цукерки. Вона зрозуміла, що українці пишаються видатною письменницею.
З того часу Мрідула Гош почала цікавитися творчістю Лесі Українки: купила збірку її поезій у перекладі англійською мовою. Читала, перечитувала й декламувала вірш «Надія», а у 1990—1991 переклала його бенґальською мовою.
Закохана в поезію з дитинства, Мрідула Гош відкрила для себе високий світ українського мистецтва слова. У цей же час відбулася зустріч з Віктором Батюком — професійним перекладачем Рабіндраната Таґора українською мовою. Зацікавлення поезією переросло у відповідальну справу — перекладацьку діяльність, виникла ідея створити бенґальською мовою «Антологію української поезії», до якої увійшли твори Тараса Шевченка, Лесі Українки, Івана Франка, Олександра Олеся, Павла Тичини, Володимира Сосюри, Бориса Олійника, Ігоря Римарука, Володимира Свідзинського, Леоніда Кисельова, Софії Майданської, Людмили Скирди та ін. Мрідула Гош усвідомлює, що не є професійним перекладачем, тому показала свої переклади фахівцям в Індії і дістала схвальні відгуки. У 2011 році антологія «Україна альпона – Український візерунок», до якої увійшли твори 28 українських поетів від давніх часів до сучасності, вийшла друком.
Паралельно з антологією 1992 року Мрідула Гош почала перекладати драму-феєрію «Лісова пісня». Цей твір зацікавив Мрідулу тим, що він описує існування на грані реального й має відповідності у індійському фольклорі. Так, Мавка в перекладі Мрідули з'являється як Майя — ілюзія або тимчасове сприйняття духа, Русалки — Порі, або Джолопорі — ефірні створіння, Потерчата — Гарано-дгон: діти, що бувають втрачені, є загубленим скарбом. Мрідула перекладала уривками, бо для неї виявилися нецікавими побутові речі, задоволення отримувала від зображення Мавки, дядька Лева. Був час, коли через важкі обставини в житті не могла братися за переклад, бо вважає, що він має іти від серця: наприклад, п'ять днів працювала, а потім два роки — ні. Перші сторінки Мрідула Гош показала Віктору Батюку, він високо оцінив її перекладацьку майстерність. Рукопис, який був у зошиті, завжди їздив з Мрідулою Гош до Індії, до інших країн — ні. Робота над перекладом була закінчена в серпні 2010 року. У 2012 році переклад вийшов друком .
Цей переклад Мрідула Гош здійснила з бажанням не тільки глибоко зрозуміти поетичний текст драми-феєрії, але й зробити так, щоб знали про Україну, про високі зразки її літератури. Людина, обдарована багатьма талантами, Мрідула Гош мріє не просто видати переклад, а поставити на сцені та відзняти спектакль. Вона переконана, що міфологія дає широкий простір для уяви, а людська уява завжди багатша за візуальний ряд, тому представити художній текст як дійство — завдання, цікаве для митця. А ще Мрідула Гош вважає, що цей твір дуже корисний для дітей: тут говорять земні істоти та звучать небесні голоси, розкриваються цінності життя-буття, тому необхідно знайти сценічну мову й зробити спектакль для дітей.

## Публікації
Повість про два Кашміри//Український тиждень.  — №11(291)— 2019. — 14 березня. 